# Coloman Braun-Bogdan
Coloman „Cibi” Braun-Bogdan (ur. 13 października 1905 w Aradzie, zm. 15 marca 1983 tamże) – rumuński piłkarz (ofensywny pomocnik), trener piłkarski i działacz sportowy, a także uczestnik mistrzostw świata w piłce nożnej z roku 1938 oraz pisarz.

## Kariera
Braun-Bogdan rozpoczynał w rodzinnym Aradzie, grywając przez 17 lat w AMEF Arad. W 1932 przeniósł się do Francji, gdzie przez 2 lata występował w Racingu Calais. Powrócił do ojczyzny w roku 1934 gdzie do 1940 grywał dla miejscowego Juvestusu. W 1933 brał udział w kursach trenerskich w brytyjskiej szkole w Folkestone. Jako menadżer wraz z drużynami Sportul Studențesc Bukareszt oraz Jiul Petroszany, wszedł do I ligi rumuńskiej.
W roku 1953, wraz z drużyną Flamura Roșie Arad (UTA Arad) sięgnął po puchar Rumunii, następnie rok później zdobył mistrzostwo Rumunii. Jest uważany za jednego z najlepszych pomocników rumuńskich dwudziestolecia międzywojennego. Po przejściu na emeryturę, dołączył do działaczy piłkarskich w Rumuńskim Związku Piłki Nożnej. Jest również autorem książek o tematyce piłkarskiej – Fotbalul în glumă (pl. Piłka nożna jako żart) i Din lumea balonului rotund (pl. Ze świata okrągłej piłki).

### Osiągnięcia
- uczestnik Mistrzostw Świata w Piłce Nożnej: 1938 (jako zawodnik)
- mistrz Rumunii: 1954 (jako trener z klubem Flamura Roșie Arad)
- zdobywca pucharu Rumunii: 1953 (jako trener z klubem Flamura Roșie Arad)